# Whitham Bluff
Das Whitham Bluff ist eine felsige Landspitze im Westen der Livingston-Insel im Archipel der Südlichen Shetlandinseln. Auf der Byers-Halbinsel liegt sie zwischen dem Ocoa Point im Norden und dem Laager Point im Süden an den President Beaches am Kopfende der Bucht New Plymouth.
Das UK Antarctic Place-Names Committee benannte sie 1993 nach dem Sedimentologen Andrew Gordon Whitman (* 1960), der von 1985 bis 1988 für den British Antarctic Survey tätig war.